# CR Flamengo
Clube de Regatas do Flamengo je brazilský fotbalový klub sídlící v Rio de Janeiru. Pravidelně se účastní nejvyšší brazilské národní fotbalové soutěže, Campeonato Brasileiro Série A, z níž nikdy nesestoupilo. Flamengo vzniklo v roce 1895, fotbalový klub až roku 1911. Mezi fanoušky je přezdíván jako Mengo. Těší se největší fanouškovské podpoře v zemi – přes 40 milionů Brazilců fandí Flamengu.
Jejich největším rivalem jsou kluby Vasco da Gama, Fluminense a Botafogo. Klub hraje v dresech s černými a červenými pruhy (odtud také pojmenování Rubro-Negro). Patří k nejúspěšnějším klubům Brazílie, vyhrál 7× brazilskou ligu, 3× brazilský pohár a 37× ligu státu Rio de Janeiro. V roce 1981 vyhrál Interkontinentální pohár.

## Historie
Klub byl založen dne 17. listopadu 1895 několika veslaři, fotbalový oddíl byl ale ustanoven až v roce 1911. U jeho zrodu stáli bývalí hráči Fluminense a právě s tímto dalším klubem z města Rio de Janeiro pojí Flamengo dlouholetá vzájemná rivalita. První oficiální zápas Flamengo sehrálo s klubem Mangueira a vyhrálo 16:2. Ve 30. letech byl klub stále vnímán jako symbol chudších vrstev obyvatel, podporovaný obyvateli černé pleti. I proto vzniklo hanlivé rasistické označení urubu. Od roku 1936 hájil barvy Flamenga reprezentační útočník Leônidas, hvězda Mistrovství světa 1938. Ten v roce 1939 pomohl ovládnout státní soutěž Rio de Janeira.
Ještě před začátkem pro Flamengo úspěšných 80. let se tento tým nevzmohl na jediný triumf v brazilské lize. To se změnilo v roce 1980, kdy mužstvo okolo dlouholeté opory Zica přezdívaného „Bílý Pelé“ opanovalo Brasileirão. Zico se předvedl 21 góly za sezónu a pomohl uspět proti Coritibě v semifinále a Atléticu Mineiro ve finále.
Úřadující brazilský mistr se další rok vydal na cestu Pohárem osvoboditelů, jihoamerickým klubovým turnajem, souběžně s tím vyhrál státní ligu Ria de Janeira, byť ve čtvrtfinále národní ligy nestačilo na Botafogo. Svojí základní skupinu Flamengo opanovalo, následně vyhrálo veškeré čtyři zápasy v semifinálové skupině a ve finále mělo čelit chilskému týmu Cobreloa. Po domácí výhře 2:1 zařízené dvougólovým Zicem prohrálo Flamengo v Santiagu 0:1 a rozhodoval tak třetí zápas na neutrální uruguayské půdě. Flamengo znovu vyhrálo – hrdinou se po výsledku 2:0 stal znovu dvougólový Zico, nejlepší klubový střelec toho roku Nunes se střelecky neprosadil. V prosinci odcestoval tým do Japonska, kde měl v rámci Interkontinentálního poháru hrát proti Liverpoolu. Pod taktovkou Paula Césara Carpegianiho vyhrálo Flamengo nad anglickým celkem 3:0, čímž získalo Mundial. Mistrem celé Brazílie se Flamengo stalo v následujících letech 1982 a 1983 i bez Zica, po jeho návratu z Itálie vybojovalo roku 1986 Cariocão.
Přestože se roku 1990 podařilo opanovat národní pohár Copa do Brasil a roku 1992 dokonce znovu Brasileirão, sužovaly Flamengo finanční problémy obdobně jako jiné velkokluby Ria. Útěchou byl zisk trofejí v rámci později zrušených turnajů Copa Mercosur a Copa de Oro. V roce 1996 ovládli fotbalisté Flamenga státní ligu bez porážky.
Roku 2009 se Flamengo vrátilo na brazilský trůn. Útočník Adriano znovunalezl ztracenou formu a 19 góly přispěl k mistrovskému titulu v brazilské národní lize Brasileirão. Ve 36 letech se vrátil Dejan Petković, ovšem zpočátku sezóny se Flamengo hledalo a ještě v červenci bylo osmé. Na podzim ale šest zápasů v řadě neinkasovalo a pod vedením dočasného trenéra Andradeho se v prosinci slavilo. Navzdory úspěchům na trávníku však klub nadále tížily finanční problémy (ztráty v přepočtu 12 milionů eur za rok 2009) a neschopnost získat více z prodeje hráčů.
Flamengo se druhého Poháru osvoboditelů od roku 1981 dočkalo až roku 2019, kdy v jednozápasovém finále uspělo proti argentinskému River Plate.
Jakkoli byl argentinský celek po valnou část zápasu lepším mužstvem a díky gólu Rafaela Santose vedl 1:0, závěr patřil Flamengu a dvougólovému Gabrielu Barbosovi, který otočil na 2:1.

## Úspěchy
- Brazilská liga (7): 1980, 1982, 1983, 1992, 2009, 2019, 2020[15]
- Brazilský pohár (4): 1990, 2006, 2013, 2022
- Torneio Rio – São Paulo (1): 1961
- Carioca liga (38): 1914, 1915, 1920, 1921, 1925, 1927, 1939, 1942, 1943, 1944, 1953, 1954, 1955, 1963, 1965, 1972, 1974, 1978, 1979, 1979 (Special), 1981, 1986, 1991, 1996, 1999, 2000, 2001, 2004, 2007, 2008, 2009, 2011, 2014, 2017, 2019, 2020, 2021, 2024[16]
- Pohár osvoboditelů (3): 1981, 2019, 2022
- Interkontinentální pohár (1): 1981
- Copa Mercosur (1): 1999

## Rivalita

### Flamengo versus Botafogo
Flamengo i Botafogo vznikly v sousedících čtvrtích Rio de Janeira. Na hřišti se kluby poprvé střetly 13. května 1913 a od té doby se tyto týmy v rámci derby O Clássico da Rivalidade střetly už ve více než 300 zápasech.
Roku 1926 uštědřilo Flamengo Botafogu porážku 8:1. Další rok se však Botafogo pomstilo výhrou 9:2. Velké vítězství Botafogo vybojovalo 15. listopadu 1972 přesně v den výročí založení Flamenga, když svého rivala v červenočerných dresech porazilo 6:0, na čemž se hattrickem podepsal Jairzinho. Příznivci Botafoga tento historický výsledek následující roky připomínali při derby v hledišti, minimálně tedy do 8. listopadu 1981. Parta kolem Zica vyhrála na Maracanã právě 6:0 a byl to Andrade, kdo vstřelil šestý gól, symbolicky ve dresu s číslem 6.

### Flamengo versus Fluminense
K největším derby v Brazílii se řadí to mezi Flamengem a Fluminense, sportovním novinářem Máriem Filhem již dříve zkrácené na dodnes používané Fla-Flu. U zrodu fotbalového Flamenga stáli roku 1911 nespokojenci od Fluminense, kteří se s bývalým klubem střetli 7. července 1912, před necelým tisícem diváků však podlehli 2:3. Roku 1915 Flamengo obhájilo triumf v Carioce právě výhrou nad svým rivalem. Ve druhé půli 30. let se Flamengo spoléhalo na Leônidase, ale v derby si muselo dát pozor na Hérkula, který byl roku 1943 u největší porážky Flamenga 1:5. Flamengo ovšem dva roky na to uštědřilo Fluminense debakl 7:0, tedy výsledek později nepřekonaný ani jednou ze stran. Ještě předtím, dne 23. listopadu 1941 se odehrálo nechvalně proslulé derby, v němž Flamengo přivítalo soupeře na stadionu Gávea a se Zizinhem v sestavě se ujalo brzkého vedení 1:0. Hosté otočili na 2:1 a v samotném závěru ligy se přiblížili mistrovskému titulu. Flamengo srovnalo v poslední desetiminutovce a tak se fotbalisté Fluminense, jejichž zraněný brankář navíc nemohl střídat (pravidla střídání neumožňovala), rozhodli odkopávat míče do blízkého jezera Rodrigo de Freitas. Vrácené míče byly nasáklé vodou, rozhodčí za natahování časomíry vyloučil domácího útočníka Carreiru, ale zdržování hry došlo do bodu, kdy rozhodčí ukončil zápas ještě před 90. minutou.
V roce 1963 na sebe oba narazily v rozhodujícím klání státní ligy a zároveň poprvé na stadionu Maracanã. Za rekordní návštěvy takřka 178 tisíc lidí (některé zdroje uvádějí až 194 tisíc) se zrodila bezgólová remíza, kterou oslavilo Flamengo. Nejlepším střelcem derby v historii je legenda Flamenga, útočník Zico s 19 góly, který obranu Fluminense v zápase hraném roku 1986 překonal čtyřmi góly.

### Flamengo versus Vasco da Gama
Souboj Flamenga a Vasco da Gama je soubojem brazilských velkoklubů s nejvíce fanoušky. Poprvé na sebe narazily v dubnu 1923. Nováček mezi brazilskou elitou Vasco da Gama se zkušenějšího Flamenga nezalekl a vítězstvím 3:1 se přiblížil k prvnímu titulu, který posléze získal. Během 30. let vzájemné zápasy nabraly na intenzitě, neboť O Vascão uštědřilo Flamengu roku 1931 porážku 0:7, která zůstala historicky nejvyšší do dnešních dní.

## Známí hráči
- Adriano Imperador
- Arthur Friedenreich
- Bebeto
- Dejan Petković
- Domingos da Guia
- Garrincha
- Gérson
- Nunes
- Juan
- Júlio César
- Leônidas da Silva
- Júnior
- Marcelinho Carioca
- Raul Plassman
- Romário
- Ronaldinho Gaúcho
- Sócrates
- Zico
- Zizinho
- Casagrande
- Leandro
- Sávio
- Baltazar
- Márcio Amoroso
- Aldair
- André Cruz
- Carlos Mozer
- David Luiz
- Denílson
- Diego Alves
- Diego
- Djalminha
- Edílson
- Edmundo
- Elano
- Felipe Melo
- Filipe Luís
- Gilmar Rinaldi
- Jorginho
- Beto
- Juninho Paulista
- Kléberson
- Léo Duarte
- Leonardo
- Lucas Paquetá
- Rafinha
- Roger Guerreiro
- Thiago Neves
- Vágner Love
- Vampeta
- Vinícius Júnior

## Trenéři
| Období od          | Období do          | Jméno trenéra          | Poznámky                       |
| ------------------ | ------------------ | ---------------------- | ------------------------------ |
| 11. července 2021  | současnost         | Renato Gaúcho          |                                |
| 9. července 2021   | 11. července 2021  | Maurício Souza         | prozatímní trenér              |
| 10. listopadu 2020 | 9. července 2021   | Rogério Ceni           |                                |
| 31. července 2020  | 9. listopadu 2020  | Domènec Torrent        |                                |
| 1. června 2019     | 18. července 2020  | Jorge Jesus            | Vyhrál Pohár osvoboditelů 2019 |
| 1. ledna 2019      | 29. května 2019    | Abel Braga             |                                |
| 29. září 2018      | 31. prosince 2018  | Dorival Júnior         |                                |
| 30. března 2018    | 28. září 2018      | Mauricio Barbieri      |                                |
| 1. ledna 2018      | 29. března 2018    | Paulo César Carpegiani |                                |
| 7. srpna 2017      | 31. prosince 2017  | Reinaldo Rueda         |                                |
| 26. května 2016    | 6. srpna 2017      | Zé Ricardo             |                                |
| 8. prosince 2015   | 26. května 2016    | Muricy Ramalho         |                                |
| 29. listopadu 2015 | 31. prosince 2015  | Jayme de Almeida       |                                |
| 20. srpna 2015     | 28. listopadu 2015 | Oswaldo de Oliveira    |                                |
| 27. května 2015    | 20. srpna 2015     | Cristovão Borges       |                                |
| 23. července 2014  | 26. května 2015    | Vanderlei Luxemburgo   |                                |
| 22. září 2013      | 31. prosince 2014  | Jayme de Almeida       | Vyhrál Copu do Brasil          |
| 13. června 2013    | 20. září 2013      | Mano Menezes           |                                |
| 7. června 2013     | 9. června 2013     | Jayme de Almeida       |                                |
| 18. března 2013    | 6. června 2013     | Jorginho               |                                |
| 23. července 2012  | 17. března 2013    | Dorival Júnior         |                                |
| 3. února 2012      | 23. července 2012  | Joel Santana           |                                |
| 5. října 2010      | 2. února 2012      | Vanderlei Luxemburgo   |                                |
| 29. srpna 2010     | 4. října 2010      | Paulo Silas            |                                |
| 24. dubna 2010     | 27. srpna 2010     | Rogério                |                                |
| 24. července 2009  | 24. dubna 2010     | Andrade                |                                |
| 12. prosince 2008  | 23. července 2009  | Alexi „Cuca“ Stival    |                                |
| 8. května 2008     | 10. prosince 2008  | Caio Júnior            |                                |
| 1. července 2007   | 4. května 2008     | Joel Santana           |                                |
| 22. května 2006    | 29. července 2007  | Ney Franco             | Vyhrál Copu do Brasil          |
| 3. března 2006     | 22. května 2006    | Waldemar Lemos         |                                |
| 6. prosince 2005   | 3. března 2006     | Valdyr Espinosa        |                                |
| chybí              | chybí              | chybí                  |                                |